# 아염소산
아염소산(亞鹽素酸, Chlorous acid, 화학식 : HClO2)은 약한 무기산이다. 염소는 Cl3+ 형태로 존재한다.

## 준비
Ba(ClO2)2 + H2SO4 → BaSO4 + 2HClO2
 위키미디어 공용에 아염소산 관련 미디어 분류가 있습니다.